# Reação de Reimer-Tiemann
A reação de Reimer-Tiemann é uma reação química usada para a orto-formilação de fenóis. A reação foi descoberta por Karl Ludwig Reimer e Ferdinand Tiemann. No mais simples caso, o produto é o salicilaldeído:

## Mecanismo de reação

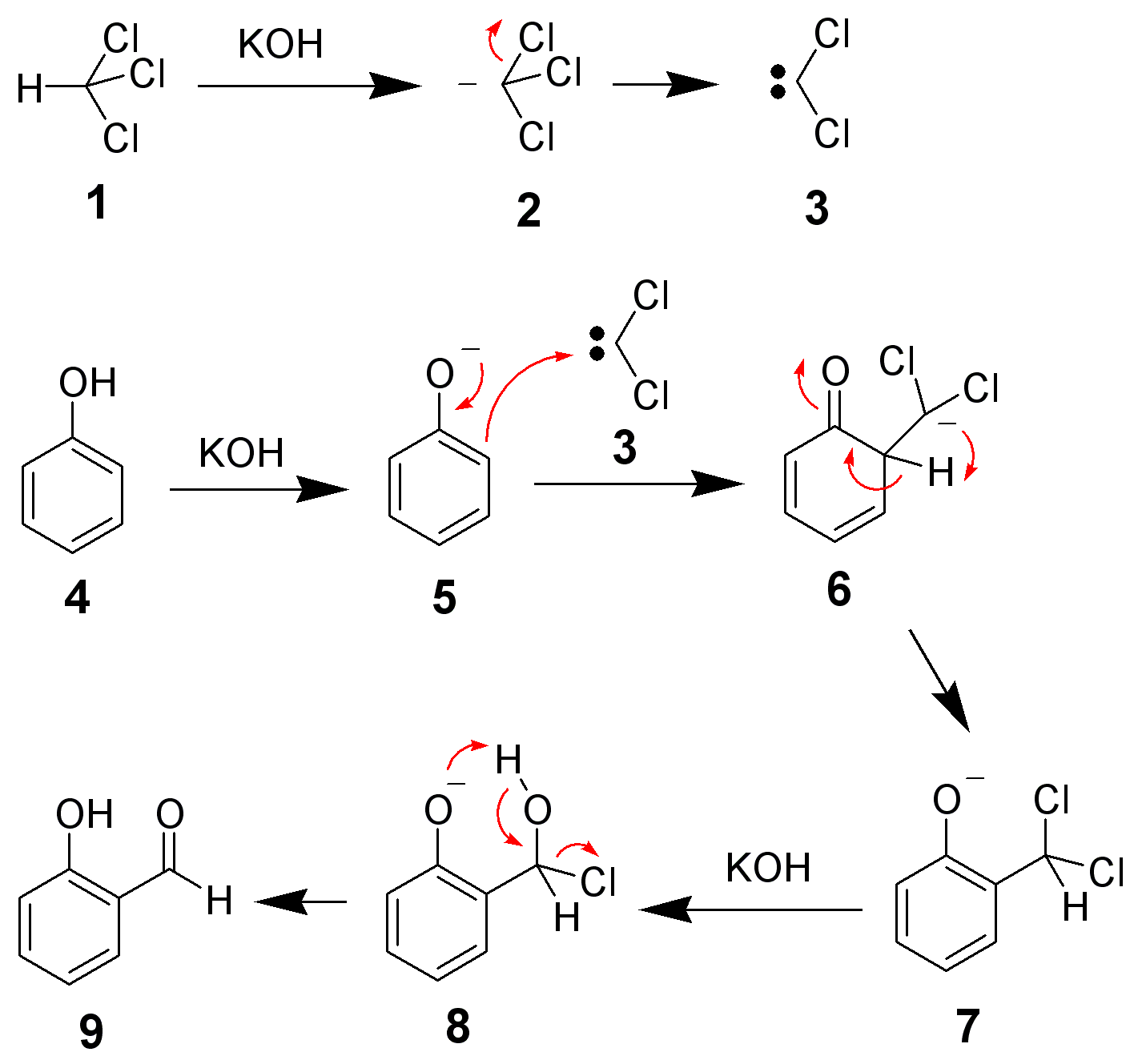
mecanismo da reação de Reimer-Tiemann

A reação requer a adição de base forte para a desprotonação do clorofórmio (1), que resulta no carbânion (2). A eliminação alfa forma diclorocarbeno (3), que atua como eletrófilo na adição ao anel aromático. Em meio alcalino, o fenol(4) passa ao fenolato (5), que têm características nucleofílicas. A adição do clorocarbeno forma o intermediário diclorometil (6). A substituição nucleofílica do cloro por hidróxido resulta no cloroálcool (8), que elimina o cloreto e forma o aldeído (9).
Em virtude de seus 2 grupos cloro que retiram elétrons, o carbeno (3) é altamente deficiente em elétrons e é atraído pelo fenóxido rico em elétrons (5). Essa interação favorece a orto-formilação seletiva. 

## Abrangência
A reação de Reimer-Tiemann é eficaz para outros compostos hidroxi-aromáticos, como naftóis;   outro heterociclos ricos em elétrons, como pirróis e indóis, também reagem.
Os diclorocarbenos podem reagir com alcenos e aminas para formar respectivamente diclorociclopropanos e isocianetos e pode ocorrer reações paralelas. 

## Comparação com outros métodos
A formulação direta de compostos aromáticos pode ser realizada por vários métodos, como reação de Gattermann, reação de Gattermann – Koch, reação de Vilsmeier – Haack ou reação de Duff. A reação de Reimer-Tiemann é frequentemente a via mais vantajosa, em termos de facilidade e segurança das operações. Entre as reações mencionadas, a reação de Reimer-Tiemann é a única via que não requer condições ácidas e / ou anidras. [3] Além disso, as reações de Gattermann-Koch e Vilsmeier-Haack não são aplicáveis a substratos fenólicos.